# Loy W. Henderson
Loy Wesley Henderson, né le 28 juin 1892 à Rogers (États-Unis) et mort le 24 mars 1986 à Bethesda (États-Unis), est un diplomate américain, membre du Service extérieur des États-Unis.